# Slowakische Badmintonmeisterschaft 2002
Die Slowakische Badmintonmeisterschaft 2002 war die zehnte Auflage der Titelkämpfe im Badminton in der Slowakei. Sie fand vom 11. bis zum 12. Mai 2002 in Trenčín statt. 

## Medaillengewinner
| Disziplin    | Gold                                                                     | Silber                                                          | Bronze                                                                |
| ------------ | ------------------------------------------------------------------------ | --------------------------------------------------------------- | --------------------------------------------------------------------- |
| Herreneinzel | Lukáš Klačanský (CEVA Trenčín)                                           | Michal Matejka (CEVA Trenčín)                                   | Pavel Mečár (Slávia ŽU Žilina)                                        |
| Herreneinzel | Lukáš Klačanský (CEVA Trenčín)                                           | Michal Matejka (CEVA Trenčín)                                   | Ladislav Tomčko (BK ATU Košice)                                       |
| Dameneinzel  | Kvetoslava Orlovská (BC Prešov)                                          | Eva Sládeková (CEVA Trenčín)                                    | Gabriela Zabavníková (Lokomotíva Košice)                              |
| Dameneinzel  | Kvetoslava Orlovská (BC Prešov)                                          | Eva Sládeková (CEVA Trenčín)                                    | Katarína Koščová (Spoje Bratislava)                                   |
| Herrendoppel | Pavel Mečár (Slávia ŽU Žilina) Marián Šulko (Spoje Bratislava)           | Róbert Cyprian (BK MI Trenčín) Michal Matejka (CEVA Trenčín)    | Róbert Eliaš (BC Prešov) Ladislav Tomčko (ATU Košice)                 |
| Herrendoppel | Pavel Mečár (Slávia ŽU Žilina) Marián Šulko (Spoje Bratislava)           | Róbert Cyprian (BK MI Trenčín) Michal Matejka (CEVA Trenčín)    | Juraj Brestovský (Benni Nitra) Tomáš Ludík (BK MI Trenčín)            |
| Damendoppel  | Kvetoslava Orlovská (BC Prešov) Gabriela Zabavníková (Lokomotíva Košice) | Zuzana Orlovská (BC Prešov) Júlia Turzáková (Lokomotíva Košice) | Katarína Koščová (Spoje Bratislava) Ivana Mračnová (Spoje Bratislava) |
| Damendoppel  | Kvetoslava Orlovská (BC Prešov) Gabriela Zabavníková (Lokomotíva Košice) | Zuzana Orlovská (BC Prešov) Júlia Turzáková (Lokomotíva Košice) | Jana Kollárová (CEVA Trenčín) Adriana Šidlová (CEVA Trenčín)          |
| Mixed        | Pavel Mečár (Slávia ŽU Žilina) Barbora Bobrovská (ATU Košice)            | Vladimír Turlík (ATU Košice) Kvetoslava Orlovská (BC Prešov)    | Martin Felgr (Spoje Bratislava) Alexandra Felgrová (Spoje Bratislava) |
| Mixed        | Pavel Mečár (Slávia ŽU Žilina) Barbora Bobrovská (ATU Košice)            | Vladimír Turlík (ATU Košice) Kvetoslava Orlovská (BC Prešov)    | Róbert Cyprian (BK MI Trenčín) Valéria Ludíková (BK MI Trenčín)       |